# Marie-Thérèse de Villeneuve-Arifat
Marie-Thérèse de Villeneuve-Arifat née Marie-Thérèse-Charlotte de Villeneuve, à Toulouse (Haute-Garonne) le 15 novembre 1815 et morte le 24 août 1907 à Péguilhan (Haute-Garonne), est une poétesse et romancière française.

## Biographie
Marie-Thérèse de Villeneuve-Arifat couronnée maître ès Jeux Floraux à Toulouse , elle a écrit des romans à l'intention des jeunes filles et des poèmes. Elle est une des rares femmes à avoir reçu l'Ordre de la Croix étoilée. Mariée le 12 octobre 1843, Péguilhan, avec le marquis Tristan de Villeneuve-Arifat.

## Œuvres
- Éloge du comte Joseph de Maistre ;
- Promenade aux environs de la chapelle de Notre-Dame-d'Afrique à Alger[4] ;
- Souvenirs d'enfance et de jeunesse ;
- Émotions religieuses d'un pèlerinage à Rome[5].

## Postérité
- Une rue à Toulouse porte son nom (Rue de la Marquise Marie-Thérèse de Villeneuve-Arifat) ;
- Un Tunnelier du métro de Toulouse porte son nom[6].